# بكل طائفية
بكل طائفية برنامج تلفزيوني يعرض على شاشة المؤسسة اللبنانية للإرسال

## نبذة عن البرنامج
برنامج أسبوعي سياسي ساخر، ويدور البرنامج حول مجموعة من الناشطين في مواقع التواصل الاجتماعية، يحاولون استعراض القضايا السياسية والاجتماعية أهمها الطائفية في لبنان، وغيرها من الأمور الحياتيّة اليوميّة في لبنان، إلى جانب تقارير خاصّة تتعلّق بمواضيع وفقرات البرنامج المنوّعة. والاستماع إلى اراء الناس في الشارع اللبناني، عرض أول مرة 2019 يوم ثلاثاء الساعة التاسعة والنصف مساء على المؤسسة اللبنانية للإرسال

## أسماء الممثلين وفريق العمل
- ادمون حداد (المجتمع المدني)

- عباس زهري (الشيعة)

- بلال مواس (المسلم السلفي)

- راشيل جعجع (القوات اللبنانية)

- راما الجراح (تيار المستقبل)

- جاد غانم (التيار الوطني الحر)

- رائد حسون (الحزب التقدمي الاشتراكي)

- سرحان سرحان  ( الحزب الشيوعي )

- ميا دجرماكيان (الارمن)

- إنتاج شركة Road to films

- منتج منفذ رانيا يزبك

- كتابة غادة صالح ورامي عواض

- إخراج داني الحاج

## مواضيع الحلقات
في صيغة تجمع بين التمثيل (سيتكوم) والواقع (الآراء الحرة)، بين الجد والهزل، يطل حوالى عشرة شبان وشابات، تم اختيارهم من بين الأكثر نشاطا عبر “السوشيل ميديا”، ويمثلون انتماءات مذهبية وحزبية متعددة. المكان الذي يجمعهم هو قناة “قطعة سما” التي يديرها ادمون حداد. وثمة مشاهد تقوم على سيناريو مكتوب، يظهر حدة الخلاف بين محور المقاومة و”القوات”، والخلافات ما بين بقية الاحزاب الأخرى. إلى جانب تصريحات يعبر الشبان فيها عن آرائهم الواقعية، والتي تلتقي توجهاتها بطبيعة الحال مع المشاهد المكتوبة (كتبها رامي عواد وغادة الصايغ). ويتخلل هذه التصريحات اجابات على اسئلة من قبيل: “أنت مع قيام دولة اسلامية؟”، “هل تقوم بعملية انتحارية؟”، “هل لديك اصدقاء سلفيين؟”..
الحلقة تنضح بالطائفية، بدءا من بطاقات التعريف الاستهلالية بالشباب، والتي تحمل هويتهم المذهبية والحزبية. وما القول بأن “بلال المواس هو مسلم اولا، وسني ثانيا، وسلفي ثالثا، وطرابلسي رابعا، ولبناني خامسا..” الا تواطؤا دقيقا مع الواقع، الذي يكثر فيه مثل هذا النموذج في الانتماء.
تحولت قناة “قطعة سما” إلى صورة مصغرة عن لبنان، بتنوعه، وتجاذباته الحادة، وامراضه المستعصية. وتميز عباس زهري بأداء عفوي، فيما تجاوزت راشيل جعجع قليلا “الدوز” المطلوب. اما باقي الفريق فلم يكن اداؤه مقنعا ابدا، باستثناء بلال المواس، السلفي الذي خلط الدراما بروح الكوميديا. اما صوت المعلق (فويس اوفر) فهو غير مناسب تماما لهذا النوع من البرامج.
والبرنامج الذي يخرجه داني الحج، وتنتجه رانيا يزبك، وشركة الإنتاج هي “Road 2 Film”، كان قد خضع لتعديلات عدة في “الفورما” قبل ان يستقر على الصيغة الحالية. سنة ونصف من التحضيرات استغرق العمل، ومن المتوقع ان يفرض حضوره في البرمجة التلفزيونية الجديدة، إذا استفاد من اخطائه الأولى. علما انه يطلق عبارات (اقرب إلى نكات) يمكن ان تتحول إلى “تراند” مع الوقت من مثل: “سجن بالضاحية ولا رئيس بمعراب”، “مش هوليوود سمايل.. مكة سمايل”. “الفرنسية والإنكليزية لغة الكفار؟”…

## ردة فعل الصحافة والجمهور
- لعلّه لعب بالنار بكل ما للكلمة من معنى دخلت فيه «المؤسسة اللبنانية للإرسال»، من خلال إطلاق برنامج «بكل طائفية» (فكرة رانيا يزبك- سيناريو ريما إبراهيم- إخراج داني الحج). سلسلة البروموهات التي سبقت الحلقة الأولى من البرنامج، كانت مختارة جيداً من أحداث عصفت بلبنان على خلفية طائفية، في محافل كثيرة، في الملاعب والشوارع، مع إخراج لألفاظ وعبارات مثيرة للحساسية الطائفية بغية الإستقطاب. ومع الإثارة المفتعلة في الإعلانات الترويجية، كشفت القناة أمس عن البرنامج الذي أتى مخيباً للتوقعات، بفضل تركيبته الضائعة بين التمثيل الدرامي، وتلفزيون الواقع، فاختلط الأمر على المتابع: ماذا يشاهد؟ هل هو أمام تمثيلية معدة سلفاً، أو حوار عفوي بين أشخاص جُلبوا من العوالم الافتراضية؟.
- بقدر ما يشكل عنوان برنامج “بكل طائفية” بحد ذاته استفزازا استباقيا، بقدر ما تشكل انطلاقته اكتشافا لنوع جديد من البرامج في لبنان.
- عرض تلفزيون المؤسسة اللبنانية للإرسال "LBC" الحلقة الأولى من البرنامج السياسي الساخر «بكل طائفية», ويدور البرنامج حول مجموعة من الناشطين في مواقع التواصل الاجتماعية، يحاولون استعراض القضايا السياسية والاجتماعية الحساسة بكل شفافية وأهمها الطائفية، فهل ينجح البرنامج في معالجة الطائفية بطرحها بهذا الأسلوب؟
- يخلط «بكل طائفية» بين الانقسام المذهبي، والانقسام السياسي. تلك نقطة هامة في العرض، عنوانها طائفي، لكن تفاصيلها سياسية بالتأكيد. فالمضمون يظهر الانقسام السياسي، واللوذ بطائفة تبعاً للانتماء السياسي 
- موسم كامل من “بكل طائفية”، سنصل حلقة إثر حلقة إلى هاوية لا قعر لها. نهاية لبنان، تفتقد إلى خفة ظل يحاول المشاركون الإيحاء بأنهم يتمتعون بها، فالبرنامج تطفو عليه سمة التمثيل، وهو فن اعتاد اللبنانيون ممارسته تحت سقف السلم الأهلي إلى أن تأتي الحرب.
- “بكل طائفية” من المتوقع ان يحصد نجاحاً خصوصاً وأنه تجربة فريدة من نوعها، فهل يكسر المحرّمات فعلاً وهل يستطيع إيصال الرسالة التي تحدثت عنها مقدمته؟ الإجابة خلال الأسابيع المقبلة.